# Thụt y tế
Thụt y tế (tiếng Anh: douche) là một dụng cụ giúp bơm dòng nước vào trong cơ thể để vệ sinh. Thụt thường được sử dụng để làm vệ sinh âm đạo hoặc những bộ phận khác. 
Thụt rửa sau khi quan hệ tình dục không phải là một hình thức kiểm soát sinh sản hiệu quả. Ngoài ra, việc thụt rửa có thể tạo điều kiện sinh bệnh (như ung thư cổ tử cung, viêm vùng chậu, viêm màng trong dạ con và tăng nguy cơ lây bệnh xã hội).

## Từ lóng
Trong tiếng Anh, từ douchebag, hay ngắn gọn là douche, là từ lóng để chỉ những người đáng khinh bỉ, đê tiện, xấu xa. Cách gọi này bắt đầu xuất hiện từ khoảng những năm 1960.